# Шельстрат, Виктор
Виктор Илунга Шельстрат (нидерл. Victor Ilunga Schelstraete; род. 14 января 1996, Остенде, Западная Фландрия, Бельгия) — бельгийский боксёр-любитель и профессионал, центральноафриканского происхождения, выступающий в первой тяжёлой и в тяжёлой весовых категориях.
Член национальной сборной Бельгии, бронзовый призёр чемпионата мира (2021), многократный победитель и призёр международных и национальных турниров в любителях.
Лучшая позиция по рейтингу BoxRec — 501-я (июль 2023) и является 6-м среди бельгийских боксёров первой тяжёлой весовой категории, — входя в ТОП-500 лучших боксёров первого тяжёлого веса всего мира.

## Биография
Виктор Илунга Шельстрат родился 14 января 1996 года в городе Остенде, в провинции Западная Фландрия, в Бельгии.
По рождению он происходит из Фламандского региона, c северной провинции Бельгии граничащей с Нидерландами, и его фамилия «Шельстрат» — имеет нидерландское происхождение, но также в его происхождении есть центральноафриканские корни, — на что указывает его второе имя «Илунга», распространённое среди говорящих на африканских языках Банту.

## Любительская карьера

### 2019 год
В июне 2019 года участвовал в Европейских играх в Минске (Белоруссия), в категории до 91 кг, где он в 1/16 финала соревнований со счётом 5:0 победил австрийца Ахмеда Хагага, но в 1/8 финала со счётом 0:5 проиграл россиянину Муслиму Гаджимагомедову, — который в итоге стал чемпионом Европейских игр 2019 года.
В сентябре 2019 года участвовал в чемпионате мира в Екатеринбурге (Россия), где в он в первом раунде соревнований досрочно нокаутом в 1-м раунде победил израильского боксёра Константина Пинчука, но затем в 1/16 финала со счётом 0:5 проиграл английскому боксёру Чивону Кларку.

### 2020—2022 годы
В 2020 году началась коронавирусная пандемия COVID-19, жёсткий коронавирусный карантин в Бельгии и по всей Европе, и отсутствие соревновательной практики.
И в начале июня 2021 года в Париже (Франция) он участвовал в Европейском Олимпийском квалификационном турнире, в категории до 91 кг, где в 1/16 финала соревнований по очкам (5:0) опять победил австрийца Ахмеда Хагага, но затем в 1/8 финала соревнований по очкам (счёт: 0:5) проиграл греческому боксёру Вагкану Нанитзаняну, и не смог квалифицироваться на Олимпийские игры 2020 года в Токио (Япония).
В начале ноября 2021 года в Белграде (Сербия) стал бронзовым призёром чемпионата мира, в категории до 86 кг. Где он в 1/16 финала соревнований досрочно нокаутом во 2-м раунде победил узбекского боксёра Шохжахона Абдуллаева, в 1/8 финала по очкам (5:0) победил хорвата Дамира Плантича, в четвертьфинале по очкам (3:2) победил англичанина Коннера Тадсбери, но в полуфинале по очкам (0:5) проиграл бразильцу Кено Машадо, — который в итоге стал серебряным призёром чемпионата мира 2021 года.
В мае 2022 года участвовал на чемпионате Европы в Ереване (Армения), в категории 1-го тяжёлого веса (до 86 кг), где он в четвертьфинале по очкам (0:5) единогласным решением судей проиграл армянскому боксёру Рафаэлю Оганесяну, — который в итоге стал серебряным призёром чемпионата Европы 2022 года.

## Профессиональная карьера
15 января 2017 года дебютировал на профессиональном ринге, проведя свой первый бой в Генте (Бельгия), где он досрочно техническим нокаутом в 3-м раунде победил хорвата Хрвойе Бозиновича (1-14).

## Статистика профессиональных боёв
В таблице перечислены результаты всех поединков боксёров.
В каждой строке указан результат поединка. Дополнительно номер поединка обозначен цветом, который обозначает итог поединка. Расшифровка обозначений и цветов представлена в нижеследующей таблице.
| Пример | Расшифровка                     |
| ------ | ------------------------------- |
|        | Победа                          |
|        | Ничья                           |
|        | Поражение                       |
|        | Планируемый поединок            |
|        | Поединок признан несостоявшимся |
| КО     | Нокаут                          |
| ТКО    | Технический нокаут              |
| PTS    | Решение судей (по очкам)        |
| UD     | Единогласное решение судей      |
| MD     | Решение большинства судей       |
| SD     | Раздельное решение судей        |
| RTD    | Отказ от продолжения боя        |
| DQ     | Дисквалификация                 |
| NC     | Поединок признан несостоявшимся |

| 4 поединка, 4 победы (3 нокаутом). | 4 поединка, 4 победы (3 нокаутом). | 4 поединка, 4 победы (3 нокаутом). | 4 поединка, 4 победы (3 нокаутом). | 4 поединка, 4 победы (3 нокаутом).                        | 4 поединка, 4 победы (3 нокаутом). | 4 поединка, 4 победы (3 нокаутом). |
| Бой                                | Рекорд                             | Дата боя                           | Соперник                           | Место проведения боя                                      | Раундов, время                     | Дополнительно                      |
| ---------------------------------- | ---------------------------------- | ---------------------------------- | ---------------------------------- | --------------------------------------------------------- | ---------------------------------- | ---------------------------------- |
| 4                                  | 4-0                                | 5 мая 2023                         | Томислав Сентич (5-4)              | Topsporthal Vlaanderen, Гент, Восточная Фландрия, Бельгия | TKO 1 (6), 1:43                    |                                    |
| 3                                  | 3-0                                | 23 апреля 2017                     | Томислав Рудан (7-17-1)            | Ауденарде, Восточная Фландрия, Бельгия                    | PTS 6 (6)                          |                                    |
| 2                                  | 2-0                                | 31 марта 2017                      | Марко Грик (0-2)                   | Topsporthal Vlaanderen, Гент, Восточная Фландрия, Бельгия | KO 1 (6)                           |                                    |
| 1                                  | 1-0                                | 15 января 2017                     | Хрвойе Бозинович (1-14)            | Гент, Восточная Фландрия, Бельгия                         | TKO 3 (6)                          | Дебют в профессиональном боксе.    |